# Franziska Stömmer
Franziska Stömmer (* 16. September 1922 in Eichendorf; † 21. Juni 2004 in München) war eine bayerische Volksschauspielerin und Charakterdarstellerin.

## Leben
Nach einem Studium an der Schauspielschule von Otto Falckenberg war Stömmer bereits in den 1940er-Jahren auf Bühnen in Reichenberg und München zu sehen, unterbrach aber ihre Karriere auf Wunsch ihres Mannes Wolfgang Eichberger (1911–1963). Erst Ende der 1950er-Jahre kehrte sie als Schauspielerin zurück und wirkte in einigen Filmen, Fernsehserien (u. a. Königlich Bayerisches Amtsgericht, Meister Eder und sein Pumuckl und Die zweite Heimat – Chronik einer Jugend) und an Rundfunk-Hörspielen mit. Breitere Bekanntheit erlangte sie als Oma Soleder zuerst in der Hörfunkserie Die Grandauers und ihre Zeit an der Seite von Karl Obermayr und Ilse Neubauer und dann bundesweit in der Fernsehserie Löwengrube (1989 bis 1992), wo sie an der Seite von Jörg Hube und Christine Neubauer agierte. Ende der 1990er-Jahre zog die mittellose Schauspielerin in ein Münchner Altenheim, wo sie 2004 starb. Beigesetzt wurde sie auf dem Waldfriedhof Solln in München.

## Filmografie

### Kino
- 1965: Tante Frieda – Neue Lausbubengeschichten
- 1976: Im Lauf der Zeit
- 1979: Blutspur (Bloodline)

### Fernsehen (Auswahl)
- 1959: Kasimir und Karoline
- 1964: Die Verbrecher
- 1965: Die Reise nach Steiermark (Fernsehfilm)
- 1966: Stahlnetz: Der fünfte Mann (Fernsehserie)
- 1967: Bericht eines Feiglings (Fernsehfilm)
- 1971: Merkwürdige Geschichten – Beschwörung um Mitternacht
- 1971: Augenzeugen müssen blind sein (Fernsehfilm)
- 1972: Adele Spitzeder (Fernsehfilm)
- 1972–1987: Tatort (Fernsehreihe)
  - 1972: Münchner Kindl
  - 1973: Weißblaue Turnschuhe
  - 1976: Wohnheim Westendstraße
  - 1987: Pension Tosca oder Die Sterne lügen nicht
- 1973: Der Komödienstadel: Die drei Dorfheiligen
- 1975: Der Wohltäter
- 1975–1976: Spannagl & Sohn (Fernsehserie, 8 Folgen)
- 1976: Inspektion Lauenstadt - Der Kompagnon (Fernsehserie)
- 1978: Derrick – Ein Hinterhalt (Fernsehserie)
- 1978: Polizeiinspektion 1 – Die Referendarinnen
- 1979: Andreas Vöst
- 1980: Glaube Liebe Hoffnung
- 1982: Der Alte – Ich werde dich töten (Fernsehserie)
- 1982: Meister Eder und sein Pumuckl (Folgen: Pumuckl macht Ferien und Der Geist des Wassers)
- 1984: Derrick – Manuels Pflegerin (Fernsehserie)
- 1985: Hochzeit (Fernsehfilm, Regie: Kurt Wilhelm)
- 1987: Hans im Glück (2 Folgen)
- 1988: Lindenstraße (Fernsehserie, 2 Folgen)Der Geist des WassersDer Geist des Wassers
- 1988–1992: Die zweite Heimat – Chronik einer Jugend (Folgen 3, 4, 8, 9 und 10)
- 1989–1992: Löwengrube (Fernsehserie, 27 Folgen)
- 1993: Madame Bäurin
- 1994/95: Unsere Schule ist die Beste
- 1997: Mali (BR-Zweiteiler, Regie: Rainer Wolffhardt)
- 1997: Herbert und Schnipsi (Herberts Mutter)
- 1998: Der Bulle von Tölz: Mord im Irrenhaus (Fernsehserie, 1 Folge)